# Staré Křečany
Staré Křečany település Csehországban, Děčíni járásban. Staré Křečany Doubice, Krásná Lípa, Mikulášovice, Rumburk, Šluknov, Velký Šenov és Sebnitz településekkel határos. Lakosainak száma 1235 fő (2024. január 1.).

## Népesség
A település lakosságának változását az alábbi diagram mutatja:
| Lakosok száma | 7529 | 6571 | 5826 | 2000 | 1438 | 1204 | 1282 | 1260 | 1141 | 1235 |
|               | 1869 | 1900 | 1921 | 1961 | 1980 | 2011 | 2016 | 2019 | 2021 | 2024 |